# Enterocola laticeps
Enterocola laticeps is een eenoogkreeftjessoort uit de familie van de Enteropsidae. De wetenschappelijke naam van de soort is voor het eerst geldig gepubliceerd in 1980 door Illg & Dudley.